# Massetognathus
Massetognathus è un genere estinto di terapsidi, vissuto nel Triassico medio e superiore (circa 230-225 milioni di anni fa), i cui resti sono stati rinvenuti in Sudamerica.

## Descrizione
Di piccole dimensioni (non superava i 50 centimetri di lunghezza), il massetognato apparteneva a un gruppo di terapsidi molto evoluti, denominati cinodonti, tra i quali si ritiene vi fossero i diretti antenati dei mammiferi. I cinodonti comprendevano forme carnivore ed erbivore; tra queste ultime va annoverata la famiglia dei traversodontidi (Traversodontidae), alla quale appartiene il massetognato. La testa di questo animale era relativamente bassa e larga, con mascelle potenti e denti smussati adatti a triturare fogliame. Il corpo era piuttosto lungo e le zampe erano agili, ed è altamente probabile che il massetognato fosse interamente ricoperto di peli. L'aspetto, in sostanza, non doveva essere molto diverso da quello di un gatto. I resti del massetognato sono stati ritrovati in Argentina e in Brasile, in particolare a Ischigualasto, nello stesso giacimento in cui sono stati rinvenuti i primi dinosauri (Herrerasaurus, Eoraptor, Pisanosaurus).